# Choccolocco
Choccolocco ist ein gemeindefreies Gebiet und Census-designated place im Calhoun County im Bundesstaat Alabama in den Vereinigten Staaten. Das U.S. Census Bureau hat bei der Volkszählung 2020 eine Einwohnerzahl von 2.838 ermittelt.

## Geographie
Choccolocco liegt im Nordosten Alabamas im Süden der Vereinigten Staaten. Der Ort befindet sich 2 Kilometer östlich des Mountain Longleaf National Wildlife Refuge sowie 4 Kilometer westlich des 1589 Quadratkilometer großen Talladega National Forest.
Nahegelegene Orte sind unter anderem Anniston (5 km westlich), Oxford (5 km südwestlich), Heflin (8 km östlich), White Plains (9 km nördlich) und Weaver (12 km nordwestlich). Die nächste größere Stadt ist mit 212.000 Einwohnern das etwa 83 Kilometer westlich entfernt gelegene Birmingham.

## Geschichte
Der Ort wurde 1832 gegründet und nach einem nahegelegenen Bach benannt. 1878 wurde ein Postamt gegründet.

## Verkehr
Etwa 3 Kilometer südlich des Ortes verlaufen auf gemeinsamer Trasse die Alabama State Route 4, der U.S. Highway 78 sowie der U.S. Highway 431. Nur einen Kilometer südlich dieser Trasse verläuft der Interstate 20, der auf einer Länge von 2470 Kilometern von Texas bis nach South Carolina verläuft.
Etwa 15 Kilometer südwestlich befindet sich der Anniston Regional Airport.